# James Langstaff
Pour les articles homonymes, voir Langstaff.
James Langstaff, né le 27 juin 1956, est un prélat anglican qui est évêque de Rochester depuis 2010.
Il étudie au Cheltenham College, avant de poursuivre ses études au St Catherine's College d'Oxford.